# 미하일 케드로프

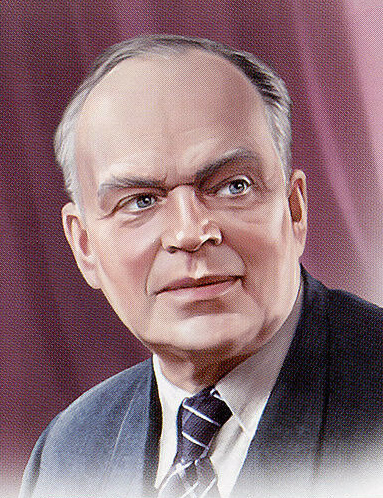

미하일 케드로프(러시아어: Михаил Николаевич Кедров, 1894년 ~ 1972년)은 러시아 모스크바 예술극장의 배우이자 연출가다. 1946년부터 1955년까지 주임 무대감독을 맡았다.